# Liste des districts dans le borough royal de Kensington et Chelsea
Ceci est une liste des districts du Borough royal de Kensington et Chelsea.
Les zones du code postal de Croydon sont NW, SW et W.

Borough royal de Kensington et Chelsea dans le Grand Londres

## Districts
| District               | Ville postale | Zone postal/District | Coordonnées                 | OS grid ref  |
| ---------------------- | ------------- | -------------------- | --------------------------- | ------------ |
| Brompton               | LONDRES       | SW3, SW5, SW7, SW10  | 51° 29′ 42″ N, 0° 09′ 50″ O | TQ274790     |
| Chelsea                | LONDRES       | SW1, SW3, SW10       | 51° 29′ 15″ N, 0° 10′ 06″ O | TQ275775     |
| Earl's Court           | LONDRES       | SW5                  | 51° 29′ 26″ N, 0° 11′ 45″ O | TQ254784     |
| Holland Park           | LONDRES       | W8, W11, W14         | 51° 30′ 10″ N, 0° 12′ 14″ O | TQ246798     |
| Ladbroke Grove         | LONDRES       | W11, W10             | 51° 30′ 59″ N, 0° 12′ 34″ O | TQ 243812    |
| Kensington             | LONDRES       | SW5, SW7             | 51° 30′ N, 0° 11′ O         | TQ255795     |
| North Kensington       | LONDRES       | W10                  | 51° 31′ 26″ N, 0° 13′ 11″ O | TQ255795     |
| Notting Hill           | LONDRES       | W11, W2              | 51° 30′ 35″ N, 0° 12′ 15″ O | TQ245805     |
| South Kensington       | LONDRES       | SW7                  | 51° 29′ 28″ N, 0° 10′ 37″ O | TQ265785     |
| Kensington High Street | LONDRES       | W8                   | 51° 30′ 03″ N, 0° 11′ 38″ O | TQ2534879588 |
| West Brompton          | LONDRES       | SW5, SW6, SW10       | 51° 29′ 10″ N, 0° 11′ 40″ O | TQ253779     |
| World's End            | LONDRES       |                      | 51° 28′ 55″ N, 0° 10′ 52″ O | TQ2629477516 |

## Référence
- (en) Cet article est partiellement ou en totalité issu de l’article de Wikipédia en anglais intitulé « List of districts in the Royal Borough of Kensington and Chelsea » (voir la liste des auteurs).